# Bagdád (guvernorát)
Guvernorát Bagdád je jedním z 19 guvernorátů v Iráku. Jeho hlavním městem je Bagdád. Má rozlohu 4071 km² a v roce 2009 v něm žilo 7 180 900 obyvatel. Je tak nejmenším a zároveň nejvíce obydleným iráckým guvernorátem. Sousedí s guvernoráty Dijála, Babylón, Anbár a Saladdín.